# Giuliano Giuliani
Giuliano Giuliani, né le 29 septembre 1958 à Rome (Italie) et mort le 14 novembre 1996 à Bologne (Italie), est un footballeur italien, qui évolue au poste de gardien de but. Au cours de sa carrière, il évolue à Arezzo, à Côme, à l'Hellas Vérone, au SSC Naples et à l'Udinese.

## Carrière
- 1976-1980 :  US Arezzo
- 1980-1985 :  Côme Calcio
- 1985-1988 :  Hellas Vérone
- 1988-1990 :  SSC Naples
- 1990-1993 :  Udinese Calcio[1]

## Palmarès

### En équipe nationale espoirs
- Quatrième aux Jeux olympiques de Séoul en 1988

### Avec le SSC Naples
- Vainqueur de la coupe de l'UEFA en 1989
- Vainqueur du championnat d'Italie en 1990